# Günther Rall
Günther Rall (Gaggenau, 10 de março de 1918 — Bad Reichenhall, 4 de outubro de 2009) foi tenente-general da Bundeswehr e piloto da Luftwaffe na Segunda Guerra Mundial. Com um total de 275 vitórias em combate, ele é o terceiro mais bem-sucedido ás na história da aviação militar.
No pós-guerra, Rall deu sequência à sua carreira militar na Alemanha Ocidental (1956) e, posteriormente, ocupou o posto de Inspetor da Luftwaffe (1 de janeiro de 1971 a 31 de março de 1973) e foi adido militar na OTAN. Escreveu suas memórias no livro "Mein Flugbuch" ("Meu Livro de Voo"), publicado em 2004.

## Condecorações
- Cruz de Ferro (1939)
  - 2ª classe (23 de maio de 1940)
  - 1ª classe (julho de 1940)
- Distintivo de Ferido em Ouro
- Distintivo de Piloto/Observador
- Distintivo de Voo do Fronte da Luftwaffe em Ouro com Flâmula "600"
- Troféu de Honra da Luftwaffe (17 de novembro de 1941)
- Cruz Germânica em Ouro (15 de dezembro de 1941)
- Cruz de Cavaleiro da Cruz de Ferro (3 de setembro de 1942)
  - 134ª Folhas de Carvalho (26 de outubro de 1942)
  - 34ª Espadas (12 de setembro de 1943)
- Legião do Mérito (Estados Unidos)
- Grã-Cruz Federal do Mérito com Estrela (1973)

## Obras
- Mein Flugbuch. Erinnerungen 1938-2004. Moosburg: NeunundzwanzigSechs, 2004. ISBN 978-3-9807935-3-7

## Galeria

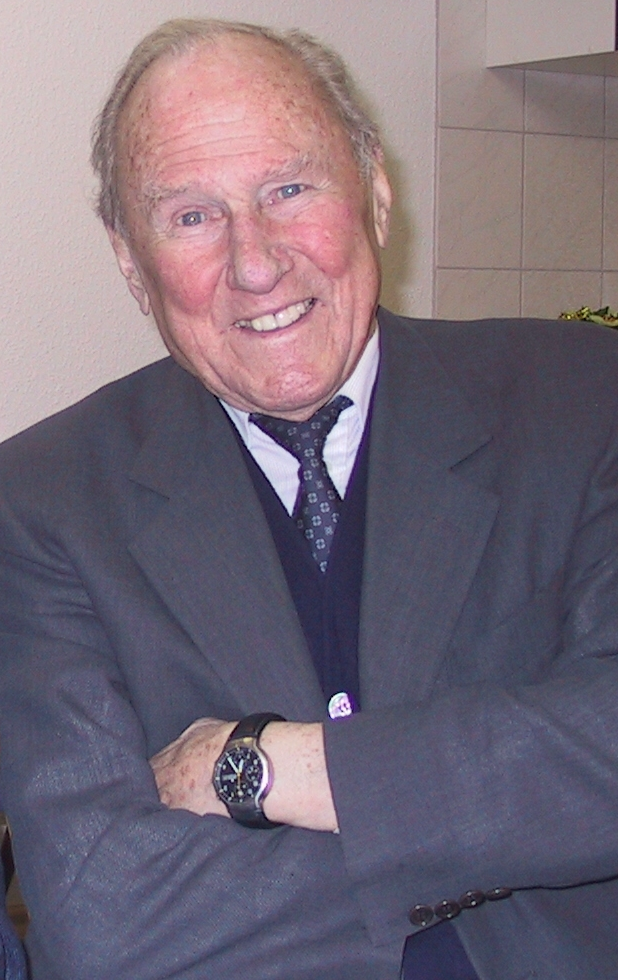
Tenente-general Günther Rall em 26 de novembro de 2004.
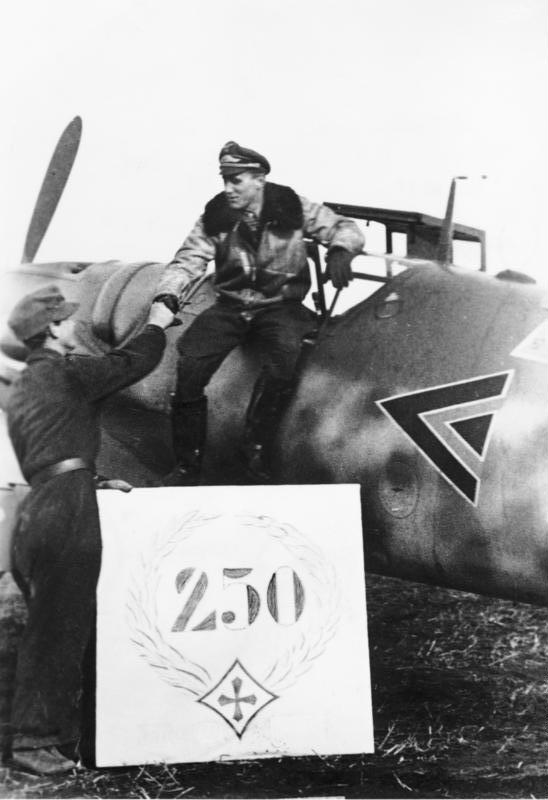
Placa comemorativa por ocasião da vitória de nº 250.
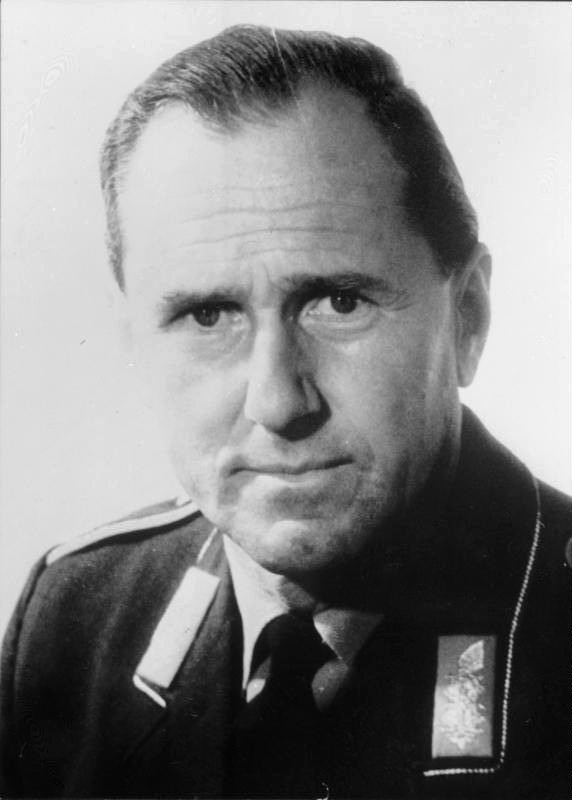
Rall na condição de Inspetor da Luftwaffe.